# 대학연극
대학연극 또는 대학극은 대학의 연극학도들을 주축으로 하여 대학 안에서 이루어지는 연극이다. 다음은 한국의 대한연극에 대해 기술한다.

## 개설
8·15광복은 우리 민족에게 정치·경제·외교·국방 등 모든 면에서 자유를 되찾아주는 동시에 문화·예술면에서도 자유로운 활동을 가져다 주었다. 그 중에서도 언어의 예술인 연극계에는 활기를 불어넣어 주었다. 특히 일제 때에 진학을 포기하고 사회 각층에서 활동하던 연로한 연극학도들에 의한 대학극의 재건은 눈부실 정도였다. 서울대학은 김기영, 박암, 전두남, 김수희. 김정섭, 이병윤 등을 중심으로 대학극장(大學劇場) 또는 고려예술좌(高麗藝術座)를 조직하여 주로 번역극에 정열을 쏟았고, 고려대학교 역시 최창봉, 최재덕, 조일환, 이상직, 이수열 등이 연극부를 재건(再建)하여 <알트 하이델베르크> <아큐정전(阿Q正傳)> 등을 상연했으며, 연세대학은 박성호, 차범석, 신태민 등을 중심으로 역시 활발히 움직였다. 그리고 혜화전문(惠化專門)이었던 동국대학도 조성하, 조효경과 한재수, 맹후빈이 각각 학생극운동을 전개했고 중앙보육의 후신인 중앙대학도 박현숙, 최무룡, 조창준이 새로이 연극부를 조직, 활동을 개시했다. 한편 오랜 전통을 가진 세브란스 의과대학의 강준상은 김재전 등을 규합, 역시 연극활동의 일선에서 활약했다.
1948년 12월 고려대학교의 김경옥은 최창봉, 이수열 등과 손을 잡고 숀 오케이시 작 <쥬노와 공작>을 전 국립극장인 명동의 시공관(市公館)에서 상연하여 대성황을 이루면서, 그때까지 좌익학생들이 장악했던 학생극계에 커다란 전환점을 마련했다. 그들은 새로이 대학극연맹(大學劇聯盟)을 조직했다.
그러다가 1949년 제1회 전국 남녀 대학연극 경연대회가 개최되어 서울대학교의 <베니스의 상인>, 고려대학교의 피란델로 작 <천치(天痴)>, 연세대학교의 소포클레스 작 <오이디푸스 왕>, 중앙대학교의 <비오는 산골>, 동국대학교의 창작극, 정치대학의 <정직한 사기한>, 숙명여자대학의 <춘향전> 등이 경연을 벌여 수석입선에는 고려대학교의 <천치>, 연기상으로는 김경옥, 박현숙, 김정섭, 신귀환, 신태민 등이 수상했다. 이들은 지금 극단의 중견으로 극작·평론 등 부문에서 활동하고 있다.

## 6·25전쟁 후의 학생극
경연대회에 참가했던 사립대학 멤버들은 대회가 끝나자 별도로 대학극회를 조직, 미국문화관(舊 미도파 옆)에서 몇 차례의 시연회(試演會)를 가지다가 6·25를 맞이했으며, 그들은 전란 이후 1956년 제작극회(制作劇會)를 조직하여 현대극을 표방하고 나섰다. 그것은 선언에서도 밝혔듯이 신협(新協)의 근대극적 공연에 항거하는 젊은이들의 정열의 뭉침이었다. 이때 역시 각 대학에서는 그들의 선배들의 지도하에 학생극 운동을 활발하게 전개했던바, 고려대학의 최상현, 나영세, 김성옥, 독고중훈, 여운계, 박규채 등과 서울대학의 김의경, 허규, 이낙훈, 김동훈, 이순재 등 현역 ＴＶ탤런트들이 대부분이었고, 이들은 나중에 실험극장(實驗劇場)의 멤버가 되었다.

## 4·19 이후의 학생극계
1960년 4·19 이후 5·16 군사정변이 일어나고 그때 극단도 재정비되었는데, 이때 탄생한 것이 실험극장(實驗劇場)이다. 실험극장은 김의경(金義卿)이 주동이 되고, 허규, 이낙훈, 김동훈, 이순재 등과 나영세, 여운계, 김성옥 등이 가담, 신진들의 대동단결체인 연극연구단체로 출발하여 60년대 후반과 70년대 전반에 신극단체의 대표적 역할을 담당하게 되었다.
50년대 중반기에는 중앙대학과 동국대학, 한양대학에 연극영화과가 신설되고, 서라벌예대의 연극과와 더불어 연극 연구생의 교육에 이바지했다.
한편 해외에 나가 연극을 공부한 이근삼, 김정옥, 양광남, 양동군 등이 귀국하여 한국연극계에 신풍을 도입한 것도 빼놓을 수 없는 중요한 사실이다.
그리고 서울사대 교수이며, 제작극회 멤버인 이두현(李杜鉉)은 가면극을 연구하는 한편 <한국신극사연구(韓國新劇史硏究)>를 펴내었고, 고대(高大)의 여석기 교수와 연대의 오화섭 교수는 학생극을 지도하면서 일선에서 연극평론 활동을 하고 있다.

## 평론가 활동
학생극 출신 내지는 학생 또는 교수들이 이론을 연구함으로써 평론에 있어서도 신경지가 개척되기 시작했다. 여석기·오화섭 교수와 더불어 김경옥·김의경·이근삼·김정옥 등이 주로 평론에 종사하며, 우리 현대극과 학생극의 지표를 설정하는 데 공헌했다.
과거에 학생극계에서 활동하던 사람들은 지금 몇 갈래의 산맥을 이루면서 사회 각층에서 활약하고 있다. 서라벌예대 계통은 지방의 극계에서 활동하고 고려대학 계통은 신문사나 방송국의 관리직에서 그리고 서울대학 계통은 ＴＶ탤런트와 영화계에서 나머지는 각각 단독적으로 활동하였다.

## 1920년대 말기의 학교연극
1920년대 초기의 순회학생극이 신극운동의 선구적인 공연활동이었다면, 20년대 말기의 고보 및 전문학교의 연극은 30년대의 신극을 예시한 느낌이 있다. 이 시기의 학교연극은 이화여고보(梨花女高普)·이화여전(梨花女專)·정신여학교(貞信女學校)·보성전문(普成專門)·연희전문(延禧專門) 등에서 주도해 나갔는데 그 공연활동을 보면 1927년 2월 이화여고보에서 메테를링크의 <파랑새>를, 12월에 이화여전에서는 쇼의 <성 조운>을 연학년(延學年)의 지도로 상연했으며, 이때의 주연은 박은혜(朴恩惠)였다. 1928년 2월 이화여고보에서 '희극의 석(夕)'을 주최, 아나톨 프랑스의 <벙어리 여자와 결혼한 남자>와 던세니의 <나르마의 7신(神)>을 상연했고 정신여학교에서는 9월에 체페크의 <곤충의 생활>을 연학년의 연출로 상연했으며, 보성전문·연희전문학교 등이 연극 콩쿠르를 한 바 있다. 1929년 10월 세브란스 의전(醫專)에서는 <분극(分劇)의 밤>을 개최하여, 1학년은 <여권신장>, 2학년은 <박명(薄命)>, 3학년은 <패배자의 설움>, 4학년은 <정조> 등의 단막극 경연대회를 가졌다. 1930년 이화여고보에서는 홍해성(洪海星) 연출로 체호프의 <벚꽃동산>을 상연하였는데, 진정한 신극의 도래를 예고하는 소리는 이 <벚꽃동산>에서 어린 학생들에 의해 메아리쳤다.

## 전문학교의 연극활동
1920년대의 학생극이 기존 연극계에 공헌을 한 점은 연극에 있어서 전문인을 배출시켰다는 점이다. 그러나 20년대의 학생극은 대학연극이라고 하기에는 여러 가지로 곤란한 점이 있으니, 그 이유는 당시는 전문학교와 고보가 초창기의 학교연극을 함께 싹트게 한 맹아기(萌芽期)였기 때문이다.
본격적인 대학연극(당시에는 전문학교의 연극)은 1930년대부터 시작된다고 할 수 있다. 즉 이 시기에는 보성전문·연희전문·이화여전·경성보육학교 등에서 활발한 공연활동을 벌여 대학연극을 정착시켜 갔다. 당시의 공연활동을 보면 다음과 같다. 1931년에는 연희전문 문우회(文友會) 연극부에서 톨스토이의 <어둠의 힘>을, 이화여전 학생기청(學生基靑)에서 셰익스피어의 <페트루키오와 캐트리나>를, 경성보육 녹양회에서 정인섭의 <사람늑대>와 오토뮤라의 <하차(荷車)>를, 보성전문 연극부에서 타아링의 <삼등수병 마르틴>을, 연희전문 문우회 연극부에서 골드워디의 <정의>를 공연했다. 또 1933년에는 중전(中專) 북악회(北岳會)에서 한스 작스의 <바보 치료>, 조용만(趙容萬)의 <가보세>, 오닐의 <고래>를, 연희전문 문우회 연극부에서 톨스토이의 <사람은 무엇으로 사나>, 이화여전 이보(梨保)에서 몰레이의 <목요일과 저녁>을, 보성전문 연극부에서 고리키의 <밤주막>을 상연했다. 1934년에는 세브란스의전 연극부에서 위트 포겔의 <누가 제일 바보냐>, 슈니츨러의 <최후의 가면>을 여자의학강습소 교우회에서 주더만의 <명예>를, 경성여자기독청년회에서 입센의 <유령>을 공연했고, 1935년에는 연희전문 문우회 연극부에서 셰리프의 <여로의 끝>을 공연했다. 한편 이화여전에서는 1930년 이래 해마다 영어극을 상연했고, 1942년 8월에는 소위 '국어극(國語劇)'까지 상연했다. 1936년 이후부터는 급박해 가던 시국의 추이에 따라 학원에서의 연극공연이 전혀 불가능해지고 1940년에는 경성법정학교에서 두 차례 '모의 재판극'이라는 것을 한 적이 있을 뿐이다.

## 대학극 경연대회
해방 후에서 6·25전쟁까지의 학생극은 좌우익의 대립과 그 소용돌이 속에 휩쓸린 채 방향을 잡지 못하고 흔들리고 있었다. 일제에 대한 저항의식과 모순된 사회제도 및 그 인습으로부터 벗어나려는 몸부림, 여기에 자본의 횡포에 대한 고발의지가 복합되어 새로운 시대를 형성시키려던 대학연극의 주제가 광복 후의 전란기를 맞아 그 맥이 단절되고, 오히려 자유로이 제공된 무대마저 채우지 못한 채 50년대를 넘어가게 되었다. 이에 앞서 1949년 한국연극학회 주최로 제1회 전국남녀대학 연극경연대회가 시도되었으나 실패하였다. 전란이 지나간 1954년 11월에 이 경연대회는 다시 열렸는데 이때의 참가대학과 작품은 서울대학의 <지하실>, 고려대학의 <상하의 집>, 중앙대학의 <피의 조류>, 숙명여대의 <분수령>, 근화여대의 <청춘의 조국과 더불어>, 충남대학의 <4남매>, 동국대학의 <산골>, 서라벌예대의 <나상(裸像)> 등이었다. 1955년 12월 제3회 경연대회에서 유치진 작 <푸른 성인>을 공연하였는데, 단체특상에 동국대학, 장려상에 충남대학이 수상되었다. 그러나 1957년 유치진 작 <왜 싸워>는 문교부의 명령으로 공연이 중지되고 말았다.
연극경연대회와 함께 50년대 중반기에는 몇몇 대학에 연극영화학과가 개설되어 연극에 대한 새로운 인식의 계기가 되었고 급기야는 전 연극인의 대다수를 학생극 출신의 연기자가 담당하게 되는 등 대학연극의 비중이 한국의 연극계에 지대한 영향을 미치게 되었다. 그러나 한국의 대학연극은 본질적으로 많은 문제점을 안고 있으니, 공연작품의 대부분이 번역물이라는 점, 기성연출가의 지도, 취미예술적이고 서구 취향적인 면 등이 시정되지 않는 한 진정한 '한국의 대학연극'은 수립되기 힘들 것이다.

## 같이 보기
관련 공연 활동
- 극예술협회
- 동우회순회연극단
- 고학생 갈돕회
- 송경학우회
- 도쿄학생예술좌